# Chris Ciriello
Chris Ciriello, född den 1 oktober 1985 i Endeavour Hills, Australien, är en australisk landhockeyspelare.
Han tog OS-brons i herrarnas landhockeyturnering i samband med de olympiska landhockeytävlingarna 2012 i London.